# Bundesamtsgebäude Erdberg

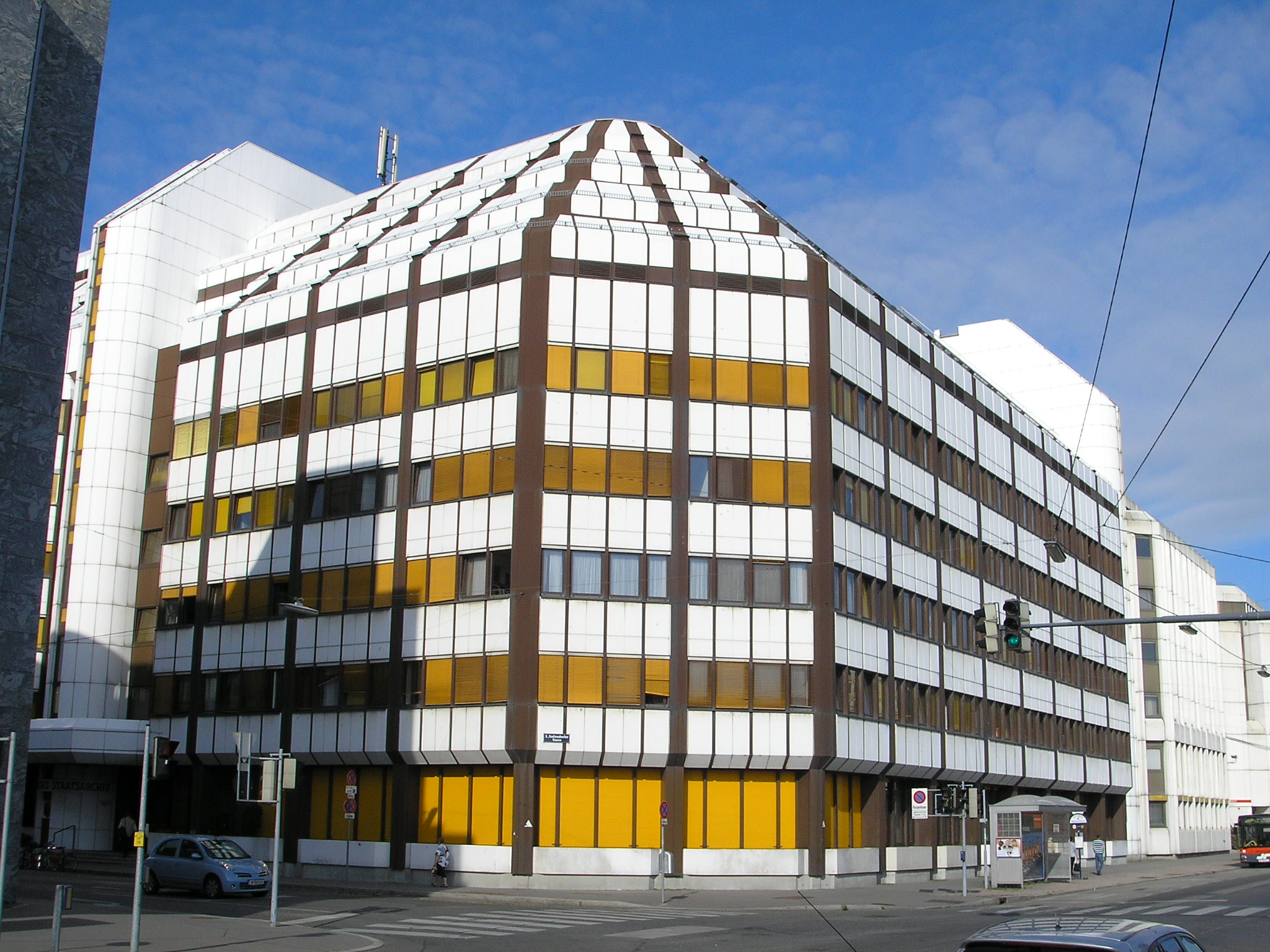
Zentralarchivgebäude des Österreichischen Staatsarchivs im Gebäudekomplex Bundesamtsgebäude Erdberg

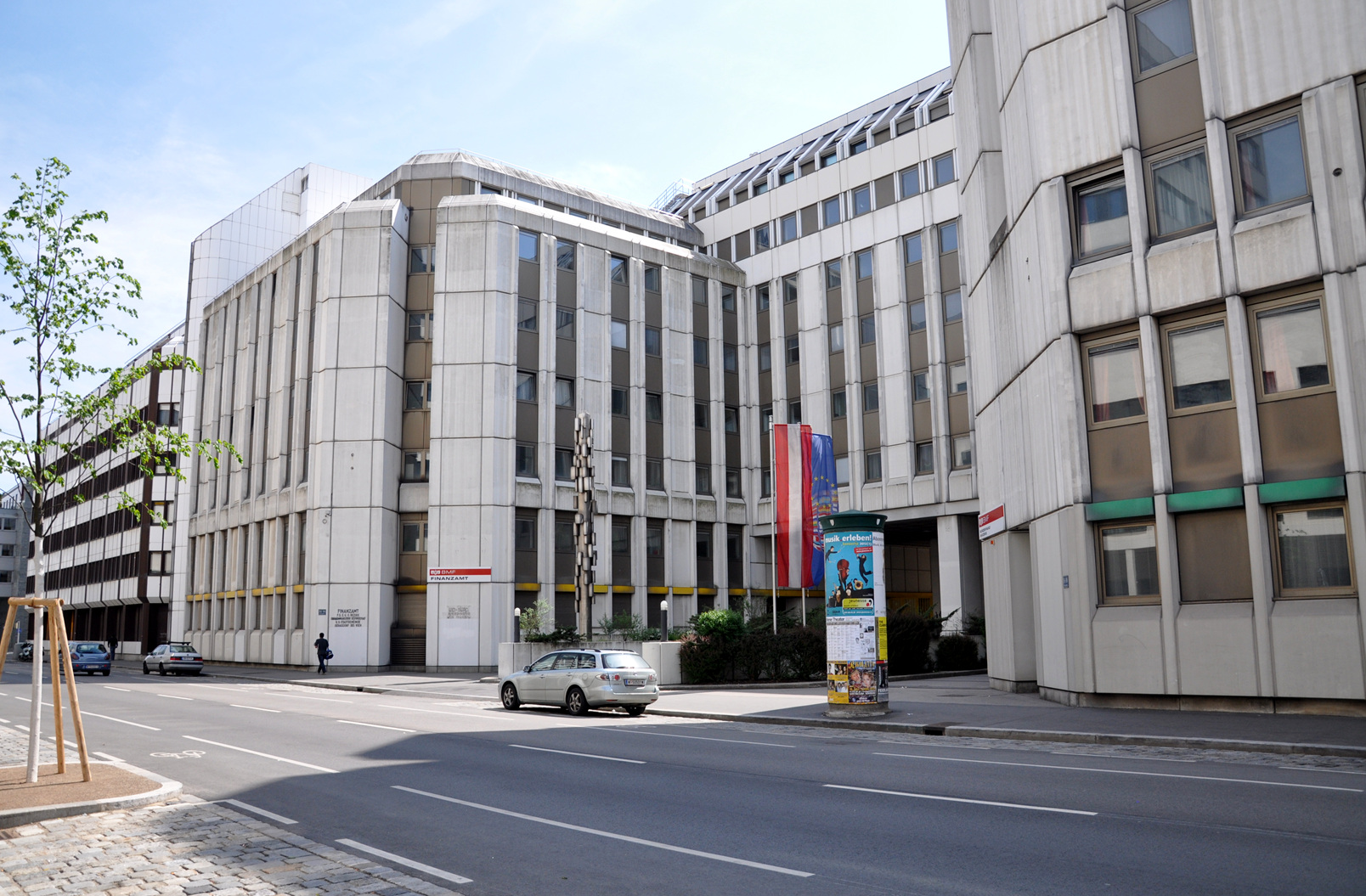
Sitz des Bundesverwaltungsgerichts im Gebäudekomplex Bundesamtsgebäude Erdberg

Das Bundesamtsgebäude Erdberg ist ein Gebäudekomplex im 3. Wiener Gemeindebezirk Landstraße an der Erdbergstraße 192–196. Es beherbergt derzeit unter anderem das Österreichische Staatsarchiv sowie das Bundesverwaltungsgericht. Weiters ist im Gebäudekomplex auch das Wiener Ballsportgymnasium untergebracht.

## Geschichte
Die Planungen für das Bundesamtsgebäude (BAG) gehen auf das Jahr 1978 zurück. Im Jahr 1981 begannen die Bauarbeiten, deren Abschluss für das Jahr 1986 geplant waren. Im Jahr 1984 waren die Außenarbeiten des Bauteils Staatsarchivs bereits großteils abgeschlossen, während die Bauarbeiten am Bauteil Zollwachschule und Finanzamt noch in vollem Gange waren.
Im Jahr 1995 bezog die Bundeszoll- und Zollwachschule den nördlichen Teil des Gebäudekomplexes und verblieb dort auch bis zur Auflösung der Zollwache. In weiterer Folge waren am Standort auch die Bundesfinanzakademie sowie das Finanzamt Landstraße untergebracht. Nach Absiedelung der Zollwache werden deren Einrichtungen teilweise von der Bundespolizei benützt. Kurzzeitig war auch daran gedacht, weitere Dienststellen der Polizei im BAG unterzubringen.
Die Zimmer der Zollwachschule sollten in weiterer Folge als Studentenheim genützt werden. Im September 2014 wurde jedoch überraschend bekannt gegeben, dass diese Räumlichkeiten kurzfristig als Notquartier für Flüchtlinge genutzt werden sollen. Anfang Februar 2015 verließen die letzten Flüchtlinge das Übergangsquartier und wurden auf andere Bundesländer aufgeteilt.